# Zasole (Oświęcim)
Zasole – osiedle w Oświęcimiu.

## Opis
Osiedle znajduje się na historycznych peryferiach miasta, na lewobrzeżnej części Soły. Na osiedlu znajduje się stacja kolejowa i dworzec. Dominującą zabudowę stanowią bloki wybudowane w czasach PRL, w latach 70. i 80. XX w. Za główną arterię można uznać ulicę Obozową, prowadzącą od dworca kolejowego do byłego niemieckiego koncentracyjnego obozu KL Auschwitz (macierzystego). Na osiedlu Zasole znajdują się dwa kościoły katolickie (pw. św. Józefa Robotnika i pw. Miłosierdzia Bożego – pierwszy z nich powstał w 1997 roku, drugi znajduje się w jednym z bloków wybudowanych jeszcze dla funkcjonariuszy SS, tuż obok byłego obozu) oraz świątynia Adwentystów Dnia Siódmego. Zasole łączy z centrum Oświęcimia 5 mostów (1 kolejowy, 2 samochodowo-piesze i 2 kładki). Rzeka Soła dostarcza także wody pitnej dla tej części miasta. 
Na osiedlu mieszka około 10 000 mieszkańców. Zakłady przemysłowe, znajdujące się przy ulicy Kolbego, zlikwidowano. Funkcjonuje tutaj Państwowa Wyższa Szkoła Zawodowa w Oświęcimiu, która zajmuje budynki dawnego Monopolu Tytoniowego. W ostatnich latach zaczęła się rozwijać sieć sklepów i usług. Funkcje konferencyjne, kulturowe pełnią Międzynarodowy Dom Spotkań Młodzieży, Centrum Dialogu i Modlitwy oraz Klub Miłośników Kulturystyki i Fitnessu.

## Historia
W listopadzie 1941 roku dzielnica została całkowicie wysiedlona z mieszkańców na potrzebę rozbudowy niemieckiego obozu koncentracyjnego Auschwitz Birkenau. Wiele budynków zostało zburzonych, a gruzu użyto do rozbudowy obozu.